# Intel 8088
Intel 8088 — 16-бітний мікропроцесор, випущений компанією Intel 1 липня 1979 року, заснований на мікропроцесорі 8086, але мав 8-бітову шину даних. Процесор використовувався в оригінальних комп'ютерах IBM PC. Intel 8088 став базою для розробки родини малих комп'ютерів. Він підготував ґрунт для швидкого створення сумісних настільних комп'ютерів.
Конкурентами мікропроцесора i8088 є такі розробки, як NEC V20, який був на 5 % продуктивніше i8088, але при цьому був повністю з ним сумісний. Радянським аналогом є мікропроцесор К1810ВМ88, який входив в серію мікросхем К1810.

## Опис
Мікропроцесор Intel 8086, що вийшов за рік до виходу Intel 8088, був повністю 16-розрядним і для його роботи був потрібен новий набір 16-розрядних мікросхем підтримки (наприклад, мікросхеми пам'яті), які тоді ще коштували надто дорого. Тому багато виробників відмовлялися використовувати i8086 в нових системах і продовжували використовувати 8-розрядні мікропроцесори i8080/i8085. Тоді Intel вирішує випустити модифіковану версію процесора i8086 з 8-розрядною шиною даних, який міг працювати зі старими (і дешевими), 8-бітними, мікросхемами підтримки. Процесор був, певним чином, перехідною ланкою між 16 — і 8-бітними мікропроцесорами, і призначався для переведення апаратних конфігурацій на базі мікропроцесорів i8080/i8085 на програмне середовище мікропроцесора i8086 для підвищення продуктивності цих 8-бітних систем.
Однак не тільки розрядність шини даних відрізняла i8086 і i8088, Intel також трохи змінила архітектуру. Зокрема, в мікропроцесорі Intel 8088 використовується черга випереджальної вибірки довжиною 4 байти, а не 6 байтів, як в мікропроцесорі Intel 8086. Причина в тому, що мікропроцесор i8088 може зчитувати дані з пам'яті тільки побайтно, тому збільшення часу вибірки наступної команди не дозволяє процесору повністю використовувати 6-байтну чергу.

## Технічні характеристики
- Дата анонсу: 1 червня 1979
- Тактова частота (МГц): 5 (модель 8088), 8 (модель 8088-2), 10 (модель 8088-1)
- Розрядність регістрів: 16 біт
- Розрядність шини даних: 8 біт
- Розрядність шини адреси: 20 біт
- Обсяг адресованої пам'яті: 1 Мбайт
- Кількість транзисторів: 29000
- Техпроцес (нм): 3000 (3 мкм)
- Площа кристала (кв. мм): ~ 30
- Напруга живлення: +5 В
- Роз'єм: немає (мікросхема припаювалась до плати)
- Корпус: 40-контактний пластиковий DIP
- Підтримувані технології: 98 інструкцій